# Elecciones seccionales de Ecuador de 1959
Las elecciones seccionales de Ecuador de 1959 se realizaron para elegir los cargos de 18 presidentes de consejos provinciales, 18 consejeros provinciales y 15 concejales municipales para el periodo 1959-1961. En esta elección se ampliaron los períodos de los alcaldes a tres años.

## Resultados a presidente de Concejo Provincial
| Provincia        | Presidente                 | Partido o alianza |
| ---------------- | -------------------------- | ----------------- |
| Azuay            | Carlos Arízaga Vega        | PCE               |
| Bolívar          |                            |                   |
| Cañar            |                            |                   |
| Carchi           |                            |                   |
| Chimborazo       |                            |                   |
| Cotopaxi         |                            |                   |
| El Oro           |                            |                   |
| Esmeraldas       | Luis Alberto Díaz Drouet   |                   |
| Guayas           | Bolívar San Lucas Zavala   | FNV               |
| Imbabura         | Jorge Proaño Almeida       |                   |
| Loja             |                            |                   |
| Los Ríos         |                            |                   |
| Manabí           | Felipe Saúl Morales Castro | PLRE              |
| Morona Santiago  |                            |                   |
| Napo Pastaza     |                            |                   |
| Pichincha        | Jorge Goetschel Thomas     | PLRE              |
| Tungurahua       | José Arcadio Carrasco Miño | PCE               |
| Zamora Chinchipe |                            |                   |

## Resultados a alcaldías
| Ciudad     | Provincia  | Alcalde elegido               | Partido o alianza |
| ---------- | ---------- | ----------------------------- | ----------------- |
| Cuenca     | Azuay      | Severo Espinoza Valdivieso    | PCE               |
| Guaranda   | Bolívar    | César Alfonso Durango Ramírez | FNV               |
| Azogues    | Cañar      | Julio Jaramillo Arízaga       | PCE               |
| Tulcán     | Carchi     | Ernesto Ruiz Arturo           | CFP - PLRE - PSE  |
| Riobamba   | Chimborazo | Bolívar Chiriboga Baquero     |                   |
| Latacunga  | Cotopaxi   | Leonidas Salgado Subía        | PCE               |
| Machala    | El Oro     | Marcel Laniado de Wind        | PCE               |
| Esmeraldas | Esmeraldas | Jorge Chiriboga Guerrero      | PSE               |
| Guayaquil  | Guayas     | Pedro Menéndez Gilbert        | FNV               |
| Ibarra     | Imbabura   | César Benalcázar Rosales      |                   |
| Loja       | Loja       | Alfredo Mora Reyes            | PSE               |
| Babahoyo   | Los Ríos   | Clemente Baquerizo Cáceres    |                   |
| Portoviejo | Manabí     | Antonio Cevallos Calero       |                   |
| Quito      | Pichincha  | Julio Moreno Espinosa         | PLRE - PSE        |
| Ambato     | Tungurahua | Neptalí Sancho Jaramillo      | PCE               |